# Chance (Oklahoma)
Chance es un lugar designado por el censo ubicado en el condado de Adair en el estado estadounidense de Oklahoma. En el Censo de 2020 tenía una población de 215 habitantes y una densidad poblacional de 13,07 habitantes por km². Fue incluido como CDP en el censo de 2020.

## Geografía
Chance se encuentra ubicado en las coordenadas 36°3′39″N 94°38′52″O / 36.06083, -94.64778. Según la Oficina del Censo de los Estados Unidos,  tiene una superficie total de 16,45 km², de la cual 16,40 km² corresponden a tierra firme y 0,05 km² a agua.